# Sparta in het seizoen 1959/60
Het seizoen 1959/1960 was het zesde jaar in het bestaan van de Rotterdamse betaaldvoetbalclub Sparta. De club kwam uit in de Eredivisie en eindigde daarin op de zevende plaats.

## Wedstrijdstatistieken

### Eredivisie
|       | ADO   | Ajax  | Blauw-Wit | DOS   | DWS/A | Elinkwijk | Sportclub Enschede | Feijenoord | Fortuna '54 | MVV   | NAC   | PSV   | Rapid JC | Sittardia | Volendam | VVV   | Willem II |
| ----- | ----- | ----- | --------- | ----- | ----- | --------- | ------------------ | ---------- | ----------- | ----- | ----- | ----- | -------- | --------- | -------- | ----- | --------- |
| Thuis | 6 – 0 | 0 – 4 | 0 – 2     | 0 – 1 | 0 – 0 | 0 – 1     | 2 – 1              | 5 – 0      | 0 – 4       | 2 – 1 | 3 – 0 | 0 – 0 | 0 – 1    | 4 – 2     | 3 – 2    | 6 – 0 | 2 – 0     |
| Uit   | 2 – 0 | 5 – 0 | 2 – 1     | 1 – 0 | 2 – 2 | 1 – 1     | 3 – 1              | 0 – 1      | 2 – 3       | 3 – 0 | 3 – 0 | 1 – 2 | 2 – 0    | 0 – 1     | 0 – 4    | 2 – 2 | 3 – 3     |

### Europacup I
| 1e ronde                                          | Sparta                                                               | 3 – 1 (2 – 0)    | IFK Göteborg                                   |
| 25 oktober 1959 Plaats: Rotterdam Het Kasteel     | Joop Daniëls 23', 38', 48'                                           | Wedstrijdverslag | 81' Nils Jonsson                               |
| 1e ronde                                          | IFK Göteborg                                                         | 3 – 1 (1 – 0)    | Sparta                                         |
| 5 november 1959 Plaats: Göteborg Gamla Ullevi     | Owe Ohlsson 38' Ove Hellmér 56' (pen.) Nils Johansson 69'            | Wedstrijdverslag | 73' Jannie Schilder                            |
| 1e ronde (beslissingswedstrijd)                   | Sparta                                                               | 3 – 1 (2 – 1)    | IFK Göteborg                                   |
| 25 november 1959 Plaats: Bremen Weserstadion      | Tinus Bosselaar 3' Johnny Crossan 23' Joop Daniëls 65'               | Wedstrijdverslag | 35' Bengt Berndtsson                           |
| Kwartfinale                                       | Sparta                                                               | 2 – 3 (1 – 2)    | Rangers FC                                     |
| 9 maart 1959 Plaats: Rotterdam Stadion Feijenoord | Piet de Vries 41', 87'                                               | Wedstrijdverslag | 4' Davie Wilson 36' Sammy Baird 63' Max Murray |
| Kwartfinale                                       | Rangers FC                                                           | 0 – 1 (0 – 0)    | Sparta                                         |
| 16 maart 1960 Plaats: Glasgow Ibrox Stadium       |                                                                      | Wedstrijdverslag | 82' Tonny van Ede                              |
| Kwartfinale (beslissingswedstrijd)                | Rangers FC                                                           | 3 – 2 (1 – 1)    | Sparta                                         |
| 30 maart 1960 Plaats: Londen Arsenal Stadium      | Ad Verhoeven 28' (e.d.) Sammy Baird 57' Freek van der Lee 64' (e.d.) | Wedstrijdverslag | 6' Ad Verhoeven 76' (pen.) Tinus Bosselaar     |

## Statistieken Sparta 1959/1960

### Eindstand Sparta in de Nederlandse Eredivisie 1959 / 1960
| Stand | Gespeeld | Gewonnen | Gelijk | Verloren | Punten | Doelpunten voor | Doelpunten tegen |
| ----- | -------- | -------- | ------ | -------- | ------ | --------------- | ---------------- |
| 7e    | 34       | 14       | 6      | 14       | 34     | 53              | 52               |

### Topscorers
| #      | Naam             | Goal |
| ------ | ---------------- | ---- |
| 1.     | Joop Daniëls     | 10   |
| 2.     | Tonny van Ede    | 8    |
| 3.     | Tinus Bosselaar  | 7    |
| 3.     | Peter Fitzgerald | 7    |
| 5.     | Jan Allart       | 5    |
| 5.     | Johnny Crossan   | 5    |
| 7.     | Wim van der Gijp | 4    |
| 8.     | Piet de Vries    | 3    |
| 8.     | Bep Zaal         | 3    |
| 10.    | Hans de Koning   | 1    |
| Totaal | Totaal           | 53   |

| #      | Naam            | Goal |
| ------ | --------------- | ---- |
| 1.     | Joop Daniëls    | 4    |
| 2.     | Tinus Bosselaar | 2    |
| 2.     | Piet de Vries   | 2    |
| 4.     | Johnny Crossan  | 1    |
| 4.     | Tonny van Ede   | 1    |
| 4.     | Jannie Schilder | 1    |
| 4.     | Ad Verhoeven    | 1    |
| Totaal | Totaal          | 12   |

## Voetnoten
ADO ·
Ajax ·
Blauw-Wit ·
DOS ·
DWS/A ·
Elinkwijk ·
Sportclub Enschede ·
Feijenoord ·
Fortuna '54 ·
MVV ·
NAC ·
PSV ·
Rapid JC ·
Sittardia ·
Sparta ·
Volendam ·
VVV ·
Willem II